# National Association of Recording Merchandisers
National Association of Recording Merchandisers ou NARM é uma empresa dos EUA fundada em 1958 sem fins lucrativos que representa a música, e outros entretenimentos varejistas, atacadistas, distribuidores, gravadoras, fornecedores de multimídia, e os fornecedores de produtos e serviços relacionados, bem como profissionais individuais e educadores no campo da música.